# Foz

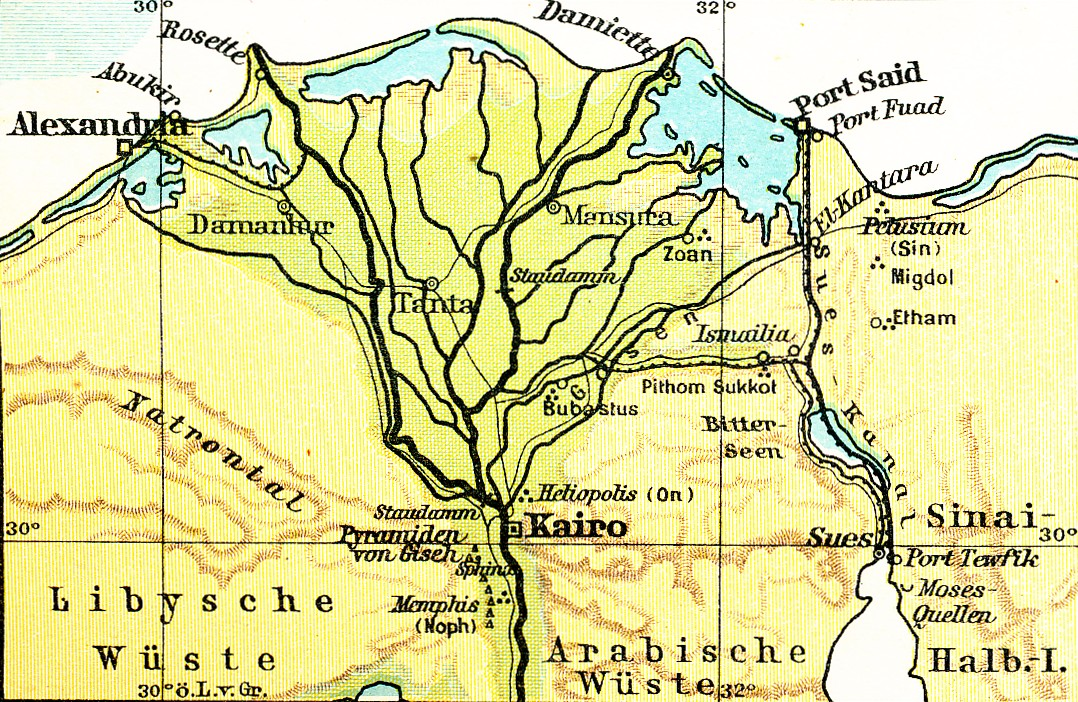
Mapa de 1930 destacando o delta do Nilo

Foz ou desembocadura é o local onde um corpo de água fluente, como um rio, desagua em outro corpo de água, o qual pode ser um outro rio, uma lagoa, um grande lago, um mar, ou um oceano.
Em linhas gerais, há três tipos de fozes fluviais: a do tipo estuário em forma de funil, como a foz do rio Congo, o delta formado por um leque de canais e ilhas, como no Nilo, e a foz mista (barra), com algumas ilhas laterais, mas uma foz principal larga, como no caso do Amazonas.

## Galeria

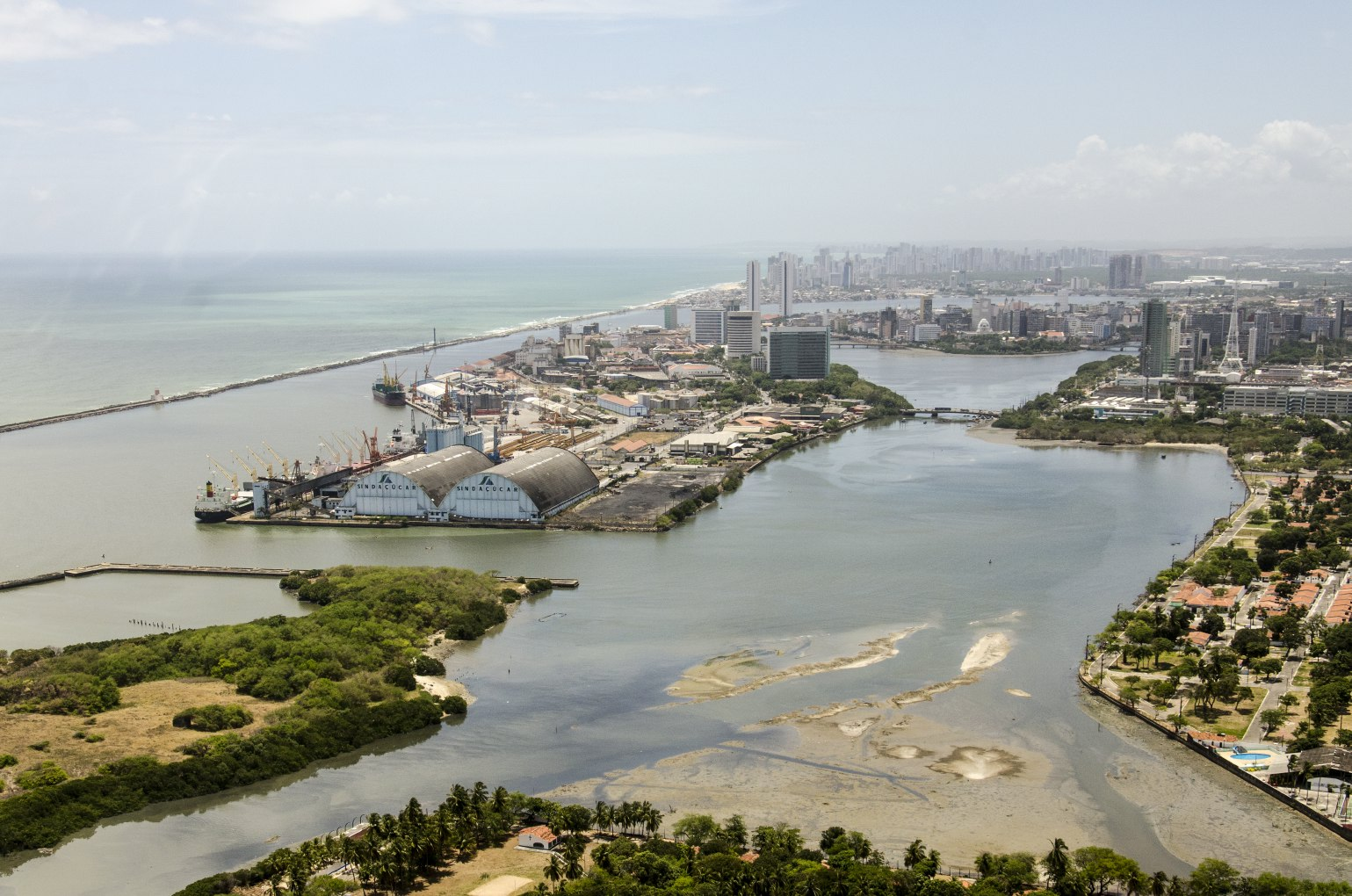
Foz dos rios Capibaribe, Beberibe, Jordão, Pina e Tejipió, no Recife
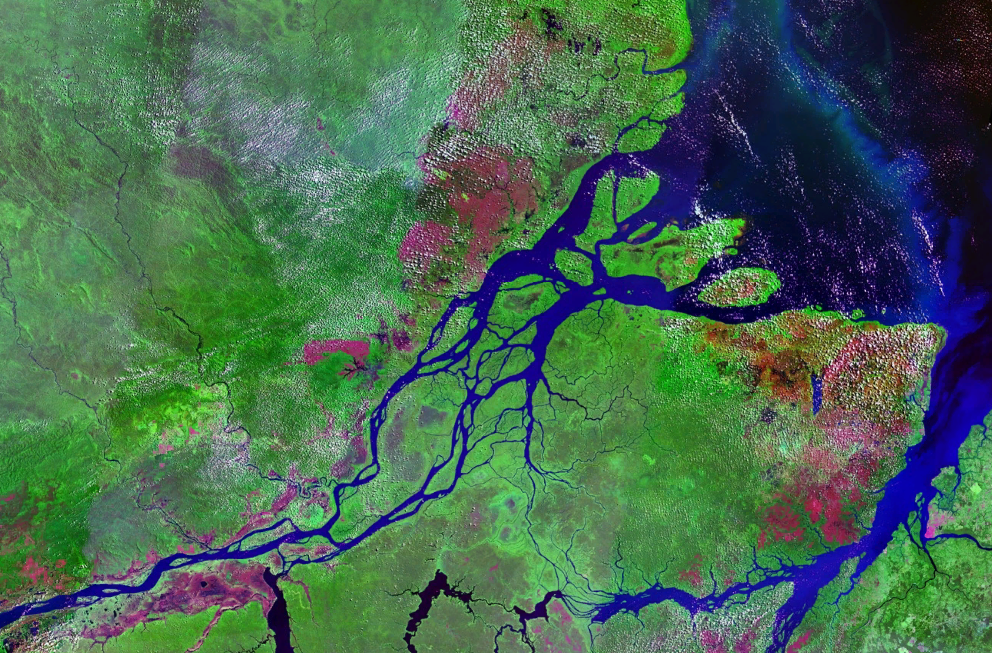
Foz do tipo misto do rio Amazonas
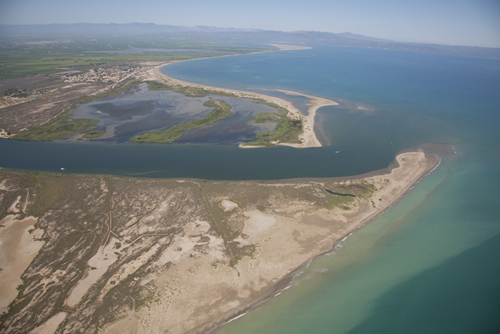
Foz mista do rio Ebro
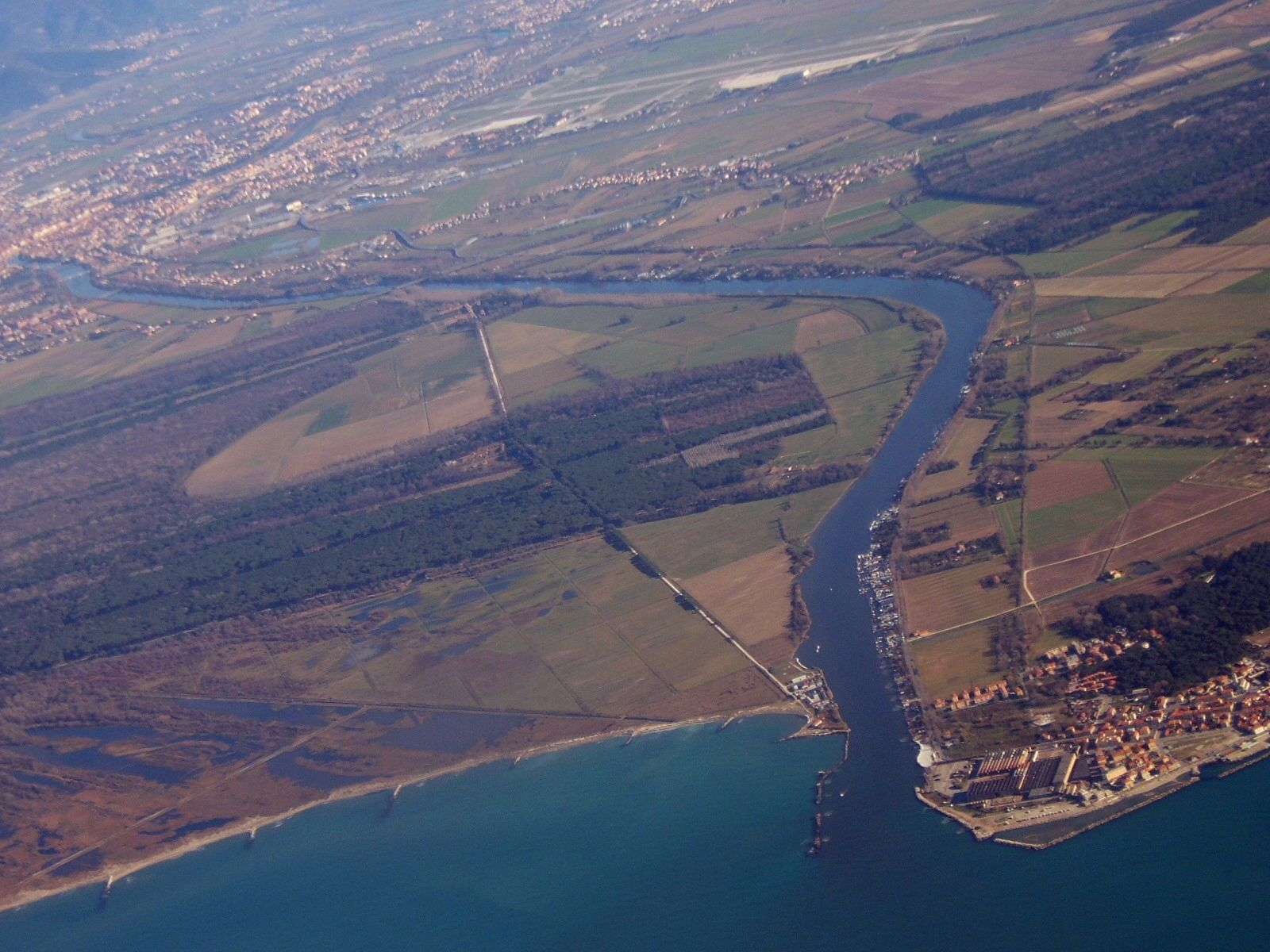
Vista aérea da foz do tipo funil do rio Arno, no mar Tirreno, Itália
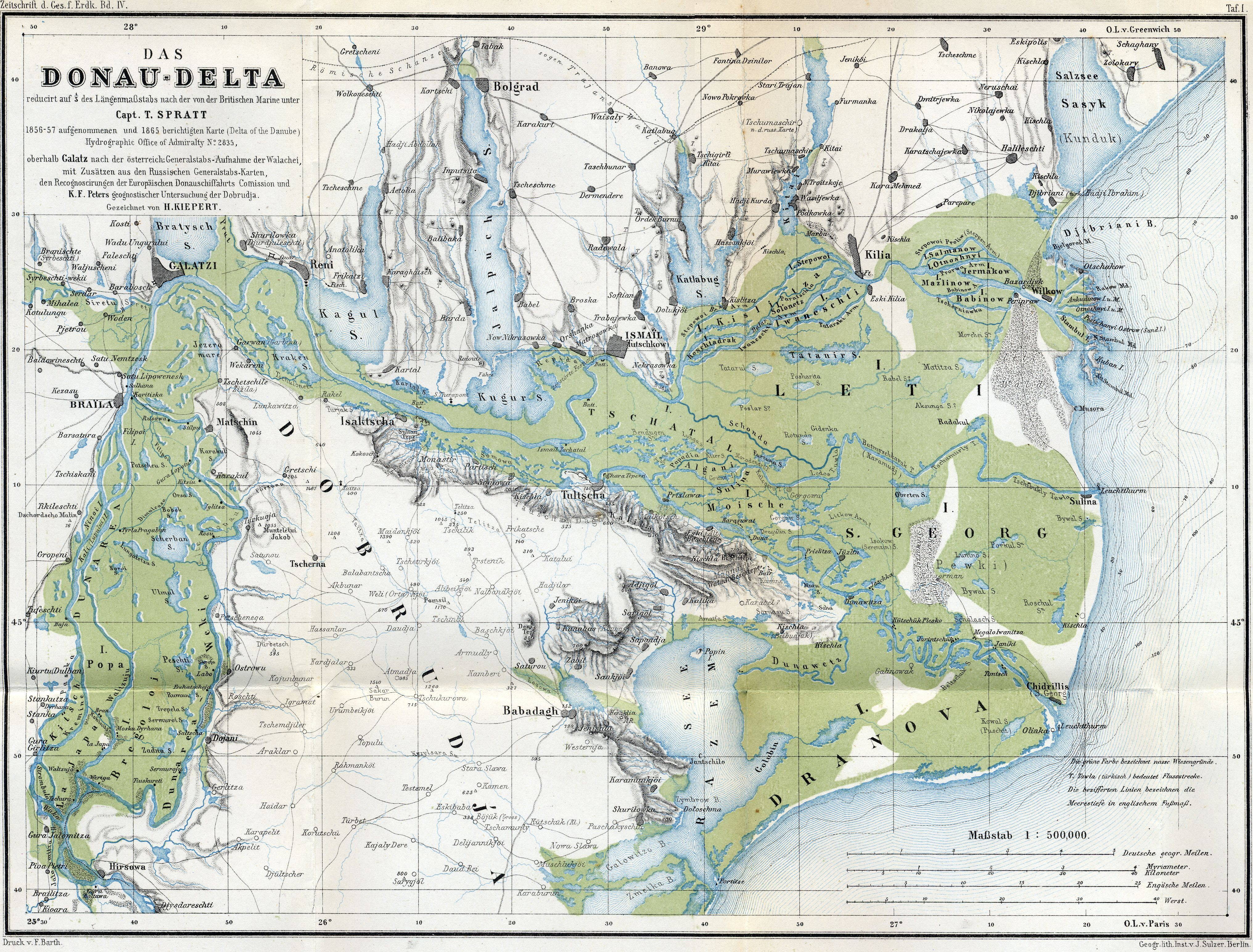
Cartografia da foz em delta do Danúbio